# یواس‌اس پولیک (ای‌پی‌دی-۷۰)
یواس‌اس پولیک (ای‌پی‌دی-۷۰) (به انگلیسی: USS Pavlic (APD-70)) یک کشتی بود که طول آن ۳۰۶ فوت (۹۳ متر) بود. این کشتی در سال ۱۹۴۳ ساخته شد.